# Gegen die Angst
Gegen die Angst ist ein deutscher Fernsehfilm aus dem Jahr 2019 von Andreas Herzog mit Nadja Uhl und Dirk Borchardt in den Hauptrollen. Der Kriminalfilm wurde am 25. März 2019 im ZDF erstmals ausgestrahlt und 2021 mit dem Film Die Jägerin – Nach eigenem Gesetz fortgesetzt.

## Handlung
Staatsanwältin Judith Schrader arbeitet seit kurzem im Bereich der Organisierten Kriminalität. Unter ihrer Führung läuft nun auch die Kommission, die aktuell gegen den Al-Fadi-Clan ermittelt. Das Team von Jan Wiegand versucht schon länger, Schutzgelderpressung und andere illegale Geschäfte des Clans endgültig zu unterbinden. Bei einem Einsatz ist Wiegand zu leichtsinnig. Er wird von Clanmitglied Hisham Al-Fadi angeschossen und verstirbt einige Tage später im Krankenhaus. Hisham Al-Fadi entkommt unter den Augen der Polizeianwärterin Leyla Sharif, die ihm erschrocken gegenübersteht und handlungsunfähig ist. Nicht nur, weil sie noch keine Waffe tragen darf, sondern weil sie den Verdächtigen kennt.
Aufgrund des Schusswechsels erscheint Hauptkommissar Jochen Montag von der Mordkommission am Tatort und ermittelt nun mit der Staatsanwältin gemeinsam. Sie hat dabei auch noch ein ganz persönliches Interesse daran, den Täter zur Verantwortung zu ziehen, denn sie hatte mit Wiegand eine Affäre. Es zeigt sich, dass Beweisführung und Anklageerhebung schwierig werden, da sehr schnell alle möglichen Belastungsmittel gegen Hisham Al-Fadi vernichtet werden. So wird das von der Polizei sichergestellte Fluchtfahrzeug über Nacht auf unerklärliche Weise in Brand gesetzt und eine Durchsuchung von Hisham Al-Fadis Wohnung, der sofort mit zu den Verdächtigen gezählt wird, erbringt auch keine entsprechenden Beweise. Allerdings findet Schrader bei einem Blick in die Mülltonne des Nachbargebäudes Turnschuhe mit Blutspuren. Das genügt Schrader für einen Anfangsverdacht, doch Al-Fadis Anwältin kann den Haftbefehl abwenden. Dieser nutzt seine Freiheit, um Leyla Sharif zu bedrohen. Er hatte sie im Gespräch mit der Staatsanwältin gesehen und Angst bekommen, sie könnte gegen ihn aussagen. Sie hatte aber bisher noch mit niemandem darüber gesprochen, dass sie den Täter gesehen hatte, da sie dem Ehrenkodex der Großfamilie folgen wollte. Al-Fadis Aktion bringt sie nun dazu, diesen zu brechen. Sie will gegen Hisham Al-Fadi vor Gericht aussagen. Dieser wird daraufhin erst einmal verhaftet und Sharif in das Zeugenschutzprogramm aufgenommen.
Clan-Chef Machmoud Al-Fadi setzt nun Sharifs Familie unter Druck. So kommt es, dass sich Leyla Sharif entscheiden muss: aussagen und möglicherweise mit ihrer Familie brechen oder nie Polizistin werden. Die Entscheidung wird erschwert, als Sharif trotz Bewachung aus dem Safehouse entführt und erst kurz vor der entscheidenden Gerichtsverhandlung wieder freigelassen wird. Unter dieser mentalen Belastung widerruft Sharif ihre Aussage, die sie vor Wochen bei der Staatsanwaltschaft gemacht hatte. Um einen drohenden Freispruch zu verhindern, greift Staatsanwältin Judith Schrader zu einem Trick und sorgt so für eine Unterbrechung der Verhandlung. Die gewonnene Zeit nutzt sie, um mit Sharifs Mutter zu reden und sie dazu zu bringen, auch zur Verhandlung zu erscheinen. Mit dieser moralischen Unterstützung und dem Zuspruch von Schrader sagt Leyla wahrheitsgemäß aus, so dass gegen Hisham Al-Fadi ein Schuldspruch ergeht.
Nur kurze Zeit später wird die Polizeianwärterin Leyla Sharif tot aufgefunden.

## Hintergrund
Gegen die Angst wurde unter dem Arbeitstitel Die Jägerin vom 5. Juni bis zum 4. Juli 2018 in Berlin gedreht.
Der Film greift für das Jahr 2019 ein „brandaktuelles Thema“ auf, da insbesondere arabische Clans seit längerem in den Medien für Aufsehen sorgen. Familiennamen wie Abou-Chaker, Al-Zein und Remmo sind Politik und Justiz bekannt. Meist handelt es sich dabei um Mitglieder kurdischer und palästinensischer Großfamilien, die in den 1980er-Jahren vor dem Bürgerkrieg im Libanon nach Deutschland flohen. Hier durften sie lange nicht arbeiten. Die Mehrheit blieb unbescholten, aber einige Familienmitglieder entschieden sich für eine kriminelle Karriere. Derzeit sind kriminelle Clans vor allem in Berlin, Bremen, Nordrhein-Westfalen und Niedersachsen aktiv in Drogenhandel, Schutzgelderpressung und Einbrüchen. Darunter sind auch spektakuläre Coups wie der Raub der 100 Kilogramm schweren Goldmünze 2017 aus dem Bode-Museum in Berlin und der Juwelendiebstahl aus dem Dresdner Zwinger 2019, für die Mitglieder einer arabischstämmigen Großfamilie verantwortlich gemacht werden.
Der Film wurde drei Jahre lang vorbereitet. Drehbuchautor Robert Hummel ist Halbaraber und hatte schon zuvor intensiv zum Thema recherchiert. Außerdem war er fünf Jahre lang als Schöffe am Landgericht Berlin tätig und brachte seine Erfahrungen mit der Justiz ein. Es war ihm ein Anliegen, nicht in einfache Schwarz-Weiß-Bilder zu verfallen, sondern die Skrupellosigkeit der Verbrecherbanden, die auf Seiten der Vollzugsorgane oftmals erduldet werden muss, vor Augen zu führen. „Bisweilen sind sie hilflos, aber keineswegs generell ohnmächtig“, meinte Hummel. Der Drehbuchautor ist in Gegen die Angst in einer Nebenrolle als Oberkommissar Lange zu sehen.

## Rezeption

### Einschaltquote
Die Erstausstrahlung von Gegen die Angst am 25. März 2019 im ZDF erreichte 6,0 Millionen Zuschauer und einen Marktanteil von 19,0 Prozent.

### Kritiken
Von der Kritik wurde Gegen die Angst kontrovers diskutiert.
Thomas Gehringer von Tittelbach.tv wertete den Film positiv: „Die Bekämpfung arabischstämmiger Clans ist zu einem Politikum geworden, der Film kommt da zur rechten Zeit. Denn das Krimidrama erzählt auf beklemmende Weise, wie der Rechtsstaat an seine Grenzen stößt.“ „Die eher grob und vorhersehbar gestrickte Einführung inklusive üblicher Dialogsätze […] lässt nicht unbedingt einen Krimi erwarten, der sich aus dem TV-Alltag heraushebt. Man könnte es aber auch so sehen: Der Film kommt schnell zur Sache.“
Ein „bemerkenswert dicht erzählte[r] Krimi, in dem es keinen Moment des Leerlaufs gibt“, so Tilmann P. Gangloff auf evangelisch.de. „[Hummels] arabische Wurzeln waren die perfekte Voraussetzung, um auch die familiäre Verbundenheit auf Seiten des Clans authentisch zu schildern. [...] Regisseur Andreas Herzog hat dafür gesorgt, dass die tiefen emotionalen Bande innerhalb der libanesischen Familie sowie ihre verächtliche Haltung gegenüber der deutschen Rechtsprechung einen fesselnden Kontrast zu den stoischen Mühlen des Gesetzes ergeben.“
Laut Peter Zander (Berliner Morgenpost) findet „der Krimi [...] buchstäblich vor der Tür statt und ist beängstigend realistisch inszeniert – einschließlich der Ohnmacht der Ermittler“, der Kritiker problematisiert aber die Wirkung beim Zuschauer: „Bei Filmen zu brandaktuellen Themen ist es immer spannend, zu welchem Schluss sie kommen. Aber mit dem düsteren Ende von ,Gegen die Angst‘ erweist man dem Thema wohl eher einen Bärendienst. Wer diesen Film sieht, wird es sich danach noch sehr viel genauer überlegen, je gegen einen Clan auszusagen.“
„Ein guter, weil kluger, zwar emotionaler, doch selten pathetischer Film“, urteilt Jan Freitag im Tagesspiegel. „Der abgebrühte Fatalismus von OK-Ermittler Jochen Montag (Dirk Borchardt) zum Beispiel wirkt zuweilen fast dokumentarisch, die Polizeiarbeit insgesamt eher erklärend als belehrend und das soziale Umfeld nicht fernsehgerecht drapiert, sondern meistens authentisch.“
Der Kölner Stadt-Anzeiger findet Hummels Figurenzeichnung ausgezeichnet. „Der Kern der Geschichte [...] ist spannend und glaubhaft erzählt. Er macht vor allem das Spannungsfeld zweier Frauen deutlich. Die junge Polizistin muss wählen zwischen der Wahrheit und der Ehre ihrer Familie, und die Staatsanwältin muss damit klar kommen, dass ihr Geliebter im Koma liegt und ihre berufliche Vorgehensweise zumindest fragwürdig erscheint. Anders gesagt: Die Wahrheit fordert einen sehr hohen Preis.“
Bei Spiegel.de schrieb Oliver Kaever: „Es ist nicht so, dass die Macher von ‚Gegen die Angst‘ sich nicht bemühen würden, ein realistisches Bild von den Ermittlungen zu zeichnen.“ „Grundsätzlich aber leidet der Film […] unter übergroßer Angst vor der eigenen Courage. Wie um dem Zuschauer ja nicht zu viel zuzumuten, bemüht er sich, das Geschehen zu entpolitisieren und auf eine private Ebene zu ziehen.“
Oliver Jungen von der Frankfurter Allgemeinen Zeitung wertete: ‚Gegen die Angst‘ ist „furios misslungen. Die Handlung wird so lieblos hingeklatscht, dass man den Darstellern, allesamt eindimensionale Klischeefiguren, trotz überdeutlicher Mimik ihre Wut, Verzweiflung und Trauer kaum abnimmt.“
Für die Frankfurter Rundschau urteilte Harald Keller: „Unterlegt ist die Eröffnungsszene mit Placebos Coverversion von Kate Bushs ‚Running Up the Hill‘, das zum musikalischen Leitmotiv des Kriminalfilms werden wird. Auch textlich korrespondiert der Song mit der Geschichte – Judith Schrader läuft nicht nur den Hügel hinauf, sie rennt auch, symbolisch gesprochen, mehrfach gegen Mauern.“ „Ohne in simplifizierende Schwarz-Weiß-Zeichnung zu verfallen, führt [der Film] hinlänglich die Skrupellosigkeit der Verbrecherbanden vor Augen gleich wie die Ambivalenz auf Seiten der Vollzugsorgane.“
Julian Miller urteilte für quotenmeter.de, das Drehbuch sei „an seinem Thema [gescheitert und] wird noch erweitert um die Einfallslosigkeit der Inszenierung: Alberne Slowmotions sollen Dramatik suggerieren, und wenn es laut und ungehalten wird, übernehmen pathetische Streichermelodien. Der Fokus liegt ganz auf einer überstilisierten Emotionalisierung, deren Wirkmechanismen und Stilmittel so billig ausfallen wie die Goldkettchen der Araber-Clan-Brüder.“
Birgit Baumann von Der Standard kritisierte: „Es wurde zu viel versprochen. Wie ein Clan funktioniert, was ihn zusammenhält, wer seine Untersetzer sind, all das bleibt völlig im Dunkeln. Die Al-Fadi-Brüder sind bloß Kriminelle, die pathetische Sätze über die Ehre der Familie von sich geben. Nichts von den mafiösen Strukturen wird sichtbar, dafür bekommt die unvermeidbare Lovestory viel Raum. Wirklich spannend wird es erst nach dem deprimierenden und durchaus überraschenden Ende des Films. Da läuft eine sehenswerte Dokumentation über Clans, die jene Einblicke gewährt, die es im Film nicht gab.“

## Auszeichnungen
Gegen die Angst war nominiert für den Preis des Deutschen Fernsehkrimi-Festivals in Wiesbaden und erlebte dort auch seine Uraufführung am 13. März 2019. Es lief außerdem als Eröffnungsfilm beim größten europäischen trimedialen Festival Prix Europa am 6. Oktober 2019 in Potsdam. Anschließend gab es ein Q&A mit Atheer Adel, Dirk Borchardt und Robert Hummel. Beim Jupiter-Award 2020 wurde Nadja Uhl für ihre Rolle in Gegen die Angst in der Kategorie Beste TV-Darstellerin nominiert.
Joachim Schmitz, der in Gegen die Angst einen „ausgesprochen starke[n] Film“, sieht, rekapituliert in der NOZ ein Gespräch mit Drehbuchautor Hummel. Darin heißt es u. a.: „[Es] drängt sich die Frage auf, ob ein Drehbuchautor, der im Clan-Milieu recherchiert, sich nicht in Gefahr bringt, doch Robert Hummel winkt ab: ,Ich mach mir da keine Sorgen. Ich bin Halb-Araber, habe Kampfsport gemacht und kann mich meiner Haut wehren. Außerdem sagt ein Bekannter aus dem Sicherheitsbereich immer: Die mächtigste Familie dieser Stadt trägt blaue Uniform und ist binnen fünf Minuten da.‘“